# Kei Munechika
Kei Munechika (宗近 慧 Munechika Kei?, nacido el 29 de mayo de 1992 en Hiroshima) es un futbolista japonés que se desempeña como defensa.

## Trayectoria

### Clubes
| Club          | País  | Año    |
| ------------- | ----- | ------ |
| YSCC Yokohama | Japón | 2015 - |

## Estadística de carrera

### J. League
| Club          | Año   | J. League | J. League | Copa J. League | Copa J. League | Total | Total |
| Club          | Año   | Part.     | Goles     | Part.          | Goles          | Part. | Goles |
| ------------- | ----- | --------- | --------- | -------------- | -------------- | ----- | ----- |
| YSCC Yokohama | 2015  | 31        | 1         | -              | -              | 31    | 1     |
| YSCC Yokohama | 2016  | 22        | 1         | -              | -              | 22    | 1     |
| YSCC Yokohama | 2017  | 29        | 3         | -              | -              | 29    | 3     |
| Total         | Total | 82        | 5         | 0              | 0              | 82    | 5     |